# Ундіна (опера)
«Ундіна»(рос. Ундина) — друга опера Петра Ілліча Чайковського. Створювалася на вже готове лібрето В. А. Соллогуба, раніше (в зміненому вигляді) використане в однойменній опері композитора А. Ф. Львова. В основі — поема Фрідріха де ла Мотт Фуке, — один з найулюбленіших літературних творів родини Чайковських.

## Історія створення і постановок
Опера складалася з січня по липень 1869 року. Композитор працював дуже швидко, так як розраховував на обіцянку Дирекції Імператорських театрів поставити оперу, якщо партитура буде готова до осені 1869 року. Партитура була представлена в термін, проте в травні 1870 року «Ундіна» була відкинута колегією диригентів імператорських театрів на чолі з К. Н. Лядовим (батьком А. К. Лядова). Чайковський забрав партитуру з Дирекції і, за власним зізнанням, згодом знищив цей рукопис.
Судячи зі збережених уривків, в розвитку сюжету велику роль грали картини природи і середньовічного побуту, які давали можливість Чайковському проявити хист до зображально-живописного письма. Збережені весільний хід останнього акту і арія Ундини з I д. дають уявлення про володіння Чайковським на той час засобами колористичного листа. У цьому сенсі примітний фінал I д .: Повінь, потоп, під час якого Ундіна захоплює за собою Гульбранда. Дует Ундіни і Гульбранда згодом став знаменитим фрагментом у 2 акті Лебединого озера, дуетом Одетти і Зігфріда, де голоси співаків були замінені на дует віолончелі та скрипки. Опера «Ундіна» стала важливим творчим етапом на шляху до «Лебединого озера» та «Снігуроньки».
Ось що говорить про історію створення «Ундіни» Модест Чайковський  в першому томі своєї капітальної біографії Петра Ілліча: 
Опера «Ундіна». Розпочата в січні 1869 р. У квітні скінчено чорнові ескізи й започатковано інструментування, яке було готове наприкінці липня. Лібрето цієї опери авторства графа Сологуба теж, як і «Воєводи», мало три дії. 
Опера починалася хором рибалок, «які метушилися біля сітей, неводів та іншого риболовецького знаряддя» в хатині старого рибалки Ґольдмана та його дружини Берти. Хор оспівує «вечірню годину», яка «до ранку нас на спокій просить». З обміну короткими репліками старого і старої видно, що вони тривожаться про Ундіну, їхню прийомну дочку, яка кудись утекла і не повертається. Хор рибалок відходить. Старі одні продовжують розмову про те саме. Раптом лунає стук у двері. Вони, зрадівши, що це Ундіна, ідуть відчиняти, але замість неї входить лицар Гульбранд і просить нічлігу. На запитання, звідки він, той оповідає про страшний ліс і про те, як «янгол світлої краси» врятував його. Цей янгол – Ундіна. Лицар уже закоханий в неї та в аріозо услід за оповіддю оспівує своє кохання до неї й каже, що «душею» він «вічно-вічно її». Бесіду старого, старої й лицаря уриває поява Ундіни. Її аріозо на слова «Струмок – мій дядько, водоспад – мій брат!» Лицар відразу ж освідчується їй у коханні. Ундина кокетує з ним і «зникає в бічній кулісі». Тоді Ґольдман розкриває, як йому дісталася Ундіна, і потім укупі з дружиною йде спати. Лицар сам. Його короткий монолог, у якому він говорить, що «врода Бертальди вже його не чарує» і «серце лине до Ундіни». Він засинає, але зненацька входить Ундіна. Великий любовний дует. Вони вирішують одружитися і залишити хатину. Прикликають старого й оголошують йому своє рішення. Тоді розпочинається буря. Лицар і Ундіна, «спішно обійнявши старих», тікають, а половина хатини при цьому чомусь провалюється і «в руїнах видно водоспад, з яким бореться лицар, несучи Ундіну на плечі». 
Друга дія відбувається на «майданчику герцогського будинку». Герцог, названий батько Бертальди, палає жагою «помсти вірної, помсти хуткої, помсти страшної» до Гульбранда за його шлюб з Ундіною. Він висловлює це своєму наперсникові Альвальдо і виходить у «бічні двері» (sic!) разом із гостями, які прийшли святкувати народини Бертальди. Приходить Ундіна в «пишному строї» з рибалкою і вмовляє його залишитися ще погостювати, за що обіцяє «її (себто Ундіни) подарунок гідний». Вони виходять, і з’являється Бертальда «сумна і задумлива». Вона все ще кохає Гульбранда і ревнує до Ундіни. Її арія. Її самоту порушує Гульбранд. Він уже розкохав Ундіну і знову закоханий у Бертальду. Любовний дует. У ту мить, як він стає на коліна перед новою коханою, їх застає Ундіна. Тріо, під час якого Гульбранд продовжує освідчуватися в коханні Бертальді, а Ундіна говорить: «Хочу вірити, хочу кохати». Розпочинається урочиста хода гостей, «тілоохоронців, ремісничих цехів». Усі славлять Бертальду. Потім танці й учта. Ундіна виступає й співає баладу, з якої з’ясовується, що Бертальда – дочка Ґольдмана і Берти. Усі збентежені. Бертальда і лицар – більше за інших. Останній проганяє Ундіну «в нечистий край, тобі рідний». Ундина з горя кидається в Дунай. Хор говорить, що «здійснилося веління долі, Ундіна згинула у хвилях». Ґольдман виводить дружину, «зневажливо» вказуючи на Бертальду. Лицар хоче врятувати Ундіну. Його стримують. «Герцог стоїть зачудований». 
У третій дії «сцена представляє дорогу. Ліворуч удалині – храм. У глибині – гори й краєвид». Лицар ізнову закоханий в Ундіну й оплакує її. Арія. «З правих дверей (sic!) виходить весільна хода і Бертальда, оточена жінками». Вона кличе Гульбранда у храм, де все готове до шлюбу. Гульбранд вельми неохоче йде, але з’являється герцог, який, вже палаючи помстою, оповідає, що ночами його переслідує привид Ундіни, котрий благає не допустити шлюбу Гульбранда і Бертальди. Перший вагається, але наречена наполягає на своєму, аби йти вінчатися. Усі йдуть під звуки маршу до храму, «повільно поникнувши головою». Але знову їх зупиняє поява Ґольдмана, який оповідає те саме, тими ж словами, що й герцог. Він, як батько, забороняє Бертальді виходити заміж. Великий morceau d’ensemble (ансамблевий номер), де всі дійові особи виражають свої почуття. Бертальда і цього разу все-таки впирається і тягне Гульбранда до вінця. Усі, окрім герцога і Ґольдмана, виходять «поховальною» ходою. Двоє старих відразу дізнаються від наперсника Альвальдо, що дорогою з криниці вийшла Ундіна і розладнала шлюбну ходу. «Здіймається метушня і біганина на сцені». Вбігає «несамовитий» Гульбранд, за ним входить Ундіна. Любовний дует, після якого Гульбранд падає мертвий «біля рожевого куща». Ундіна плаче над ним і «по закінченні арії зникає в кущах; замість неї бризкає водограй. На сцені ніч і місячне сяйво». Хор співає:
Здійснилась дивина, а нам
Змиритись треба перед небом, 
Його священну волю слухать
І славити його діла. 
Таким є лібрето, яке надихнуло Петра Ілліча. Його було написано для опери О. Львова, яка, представлена 1848 р, не мала жодного успіху, що повторилося і при її поновленні в середині шістдесятих років. 
(М. Чайковский. Жизнь П. И. Чайковского. В 3-х тт. Т. 1. — М.: Алгоритм, 1997. — С. 301—303).

Восени 2015 року в російській пресі з'явилися відомості про те, що готується світова прем'єра відновленої опери «Ундіна», диригувати якою буде Володимир Федосєєв. У листопаді опера дійсно прозвучала в будинку-музеї композитора в Клину, а потім і в Концертному залі імені П. І. Чайковського в Москві, — проте обидва рази лише у вигляді фрагментів, між якими для зв'язності зачитувався текст поеми де ла Мотт Фуке (читець — народний артист Росії Михайло Філіппов ). У постановках також взяли участь солістка Великого театру Анна Аглатова (сопрано), лауреат міжнародних конкурсів Олексій Татаринцев (тенор) і хор Академії хорового мистецтва ім. В. С. Попова.
23 грудня 2021 року в рамках концерту Гала Чайковський (у першому відділі) було вперше в Україні виконано відновлену оперу «Ундіна». Хор і оркестр Національної опери України під орудою Миколи Дядюри. У партії Ундіни — Оксана Крамарєва, Гульбранда — Валентин Дитюк. Читець — Євген Нищук. Вокальні партії прозвучали російською, художній текст — українською.

## Діючі лиця
- Ґольдман
- Берта
- Ундіна
- Гульбранд
- Герцог
- Бертальда

## Короткий зміст

### Дія перша
Опера починалася з хору рибалок,  що метушаться близько мереж і неводів в хатині Гольдмана і дружини його, Берти. Хор оспівує вечірній час. З коротких розмов старого і старої видно, що вони турбуються про Ундіну, їх приймачку, яка кудись втекла і не повертається. Рибалки йдуть. Раптом лунає стукіт у двері. Люди похилого віку, подумавши, що це Ундіна, йдуть відчиняти, але замість неї входить лицар Гульбранд і просить ночівлі. На питання, звідки він, слідує розповідь про страшний ліс і про те, як «ангел світлої краси» врятував його. Ангел цей — Ундіна. Лицар вже закоханий в неї і в аріозо слідом за розповіддю оспівує свою любов до неї. Розмову старого, старої і лицаря перериває поява Ундіни. Лицар відразу ж освідчується їй у коханні. Ундіна кокетує з ним і йде. Тоді Ґольдман розкриває, як їм дісталася Ундіна, і потім разом з дружиною йде спати. Лицар один. Короткий монолог його, в якому він говорить, що «краса Бертальди його вже не чарує», і «серце прагне до Ундіни». Він засинає, але раптом входить Ундіна. Великий любовний дует. Вони вирішують одружитися і залишити хатину. Закликають старого і оголошують йому своє рішення. Тоді починається буря. Лицар і Ундіна, поспішно обнявши старих, тікають.

### Друга дія
У будинку герцога. Герцог, названий батько Бертальди, бажає помститися Гульбранду за його шлюб з Ундіною. Він висловлює це своєму наперснику Альвальдо і йде разом з гостями, які прийшли святкувати день народження Бертальди. Приходить Ундіна в пишному вбранні з рибалкою і вмовляє його залишитися ще погостювати. Вони йдуть, і з'являється  засмучена Бертальда. Вона все ще любить Гульбранда і ревнує до Ундіни. Її арія. Її самотність порушує Гульбранд. Він уже розлюбив Ундіну і знову закоханий в Бертальду. Любовний дует. В той момент, як він стає на коліна перед новою коханою, їх застає Ундіна. Тріо, під час якого Гульбранд продовжує освідчуватися в коханні до Бертальди, а Ундіна каже: «Хочу вірити, хочу любити». Починається урочиста хода гостей. Всі прославляють Бертальду. Танці і бенкет. Ундіна виступає і співає баладу, з якої з'ясовується, що Бертальда — дочка Ґольдмана і Берти. Всі збентежені. Бертальда і лицар більш інших. Останній проганяє Ундіну. Ундіна з горя кидається в Дунай. Ґольдман веде дружину, з презирством вказуючи на Бертальду. Лицар хоче врятувати Ундіну. Його утримують.

### Третя дія
«Сцена представляє дорогу. Ліворуч далеко храм. У поглибленні гори і пейзаж». Лицар знову закоханий в Ундіну і оплакує її. Арія. З'являється весільний хід і Бертальда, оточена жінками. Вона кличе Гульбранда в храм, де все готово до шлюбу. Гульбранд дуже неохоче йде, але з'являється герцог, вже не палаючий помстою, і розповідає, що його по ночах переслідує привид Ундіни, яка благає не допустити шлюбу Гульбранда і Бертальди. Перший коливається, але наречена наполягає на своєму, щоб йти вінчатися. Всі йдуть під звуки маршу до храму. Але їх зупиняє поява Ґольдмана, що розповідає про те ж, в тих же словах, що і герцог. Він, як батько, забороняє Бертальді виходити заміж. Бертальда і на цей раз упирається і тягне Гульбранда до вінця. Всі, крім герцога і Ґольдмана, йдуть. Два старця зараз же дізнаються від нагрудника Альвальдо, що по дорозі з колодязя вийшла Ундіна і засмутила шлюбний хід. Вбігає Гульбранд, за ним входить Ундіна. Любовний дует, після якого Гульбранд падає мертвий у рожевого куща. Ундіна плаче над ним і після закінчення арії зникає в кущах. Замість неї бризкає фонтан. На сцені ніч і місячне сяйво.

## Цікаві факти
- Після смерті П. І. Чайковського оперу на той же самий сюжет задумав написати його ідейний опонент - Ц. А. Кюї. Цей задум залишився нездійсненим: в 1904 році робота зупинилася на стадії чорнових начерків. Цікаво, що лібрето належало перу М. І. Чайковського, молодшого брата Петра Ілліча, і спочатку призначалося для С. В. Рахманінова.

## Відомі аудіозаписи
- 1982 (пісня Ундини, дует Ундини і Гульбранда, фінал 1-го дії) - диригент Євген Акулов, хор і оркестр Центрального телебачення і Всесоюзного радіо.

Виконавці: Ундіна - Тамара Мілашкіна, Гульбранд - Євген Райков.